# 달마티카

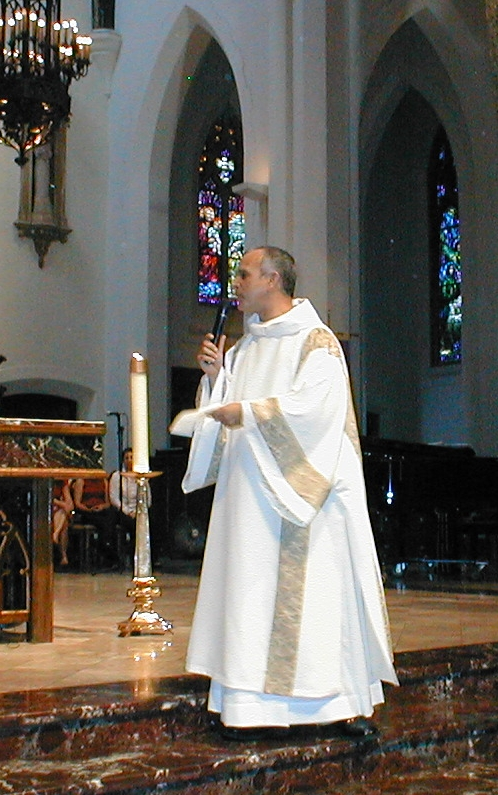
달마티카를 입은 로마 가톨릭의 부제

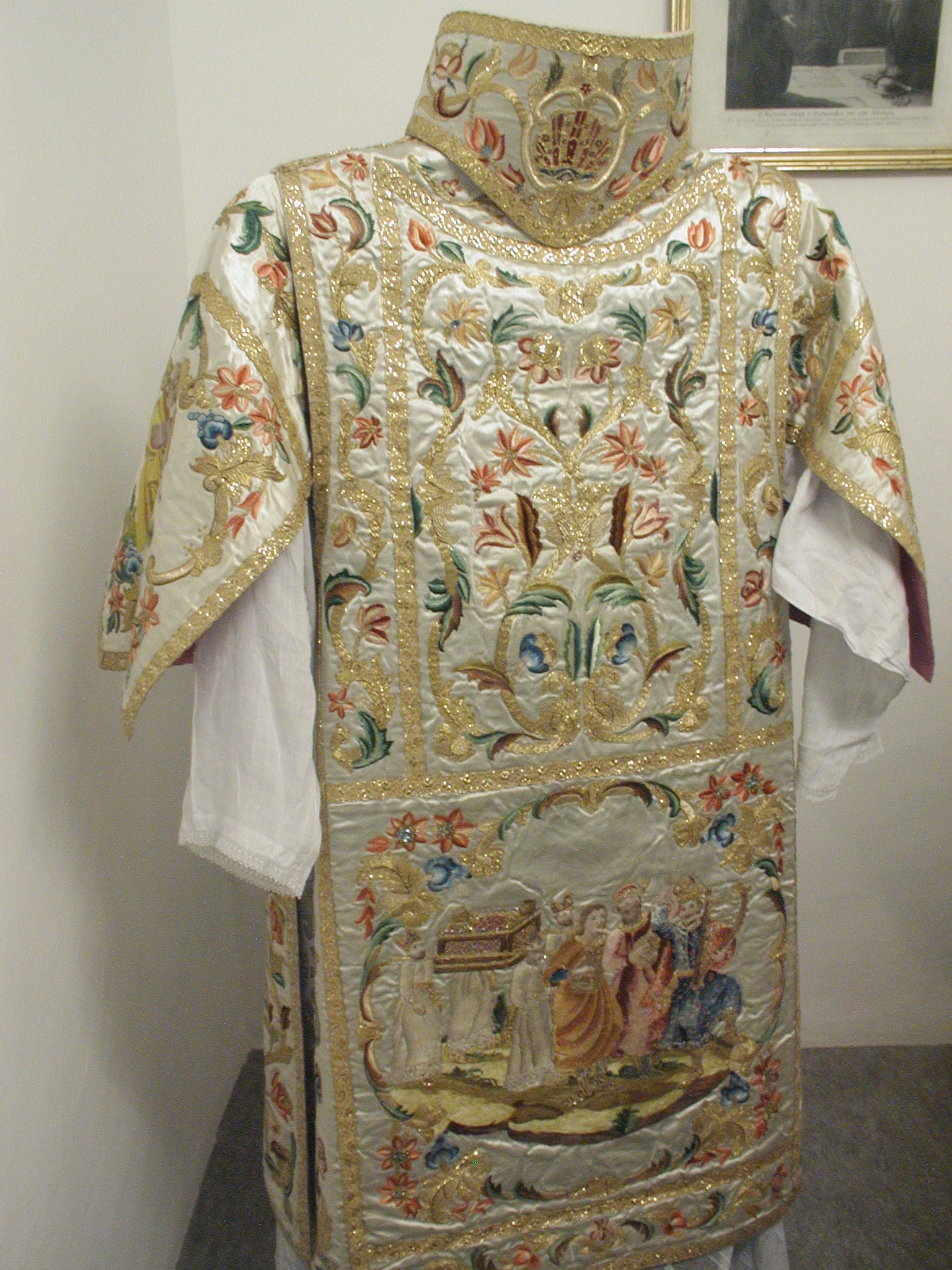
화려하게 장식한 달마티카

달마티카(라틴어: dalmatica)는 소매가 길고 폭이 넓으며 양옆이 터져 있고 길이가 무릎까지 오는 겉옷으로 로마 가톨릭과 성공회, 감리교에서 사용하는 기독교의 전례 의상이다. 이따금 부제가 예배 또는 미사 때 장백의 위에 입으며, 극히 드문 경우이긴 하지만 교황 장엄 미사 때는 주교도 달마티카를 제의 아래에 입기도 한다. 달마티카는 축일의 특성에 따라 다양한 색깔로 구분되며, 보통 제의와 같은 천과 색으로 만들어진다.
역사적으로 봤을 때, 달마티카는 비잔틴식 의상의 긴 웃옷과 러시아의 표트르 1세가 채택한 대관식용과 전례용 겸용 의복에서 유래하였다. 러시아 정교회에서는 예수 그리스도를 왕인 동시에 대사제라는 점을 부각시키고자 종종 달마티카를 입은 모습으로 그린다.